# Alburnus heckeli
Alburnus heckeli е вид лъчеперка от семейство Шаранови (Cyprinidae). Видът е незастрашен от изчезване.

## Разпространение
Разпространен е в Турция.